# 博里夫卡 (基輔州)
50°27′16″N 29°32′58″E / 50.45444°N 29.54944°E

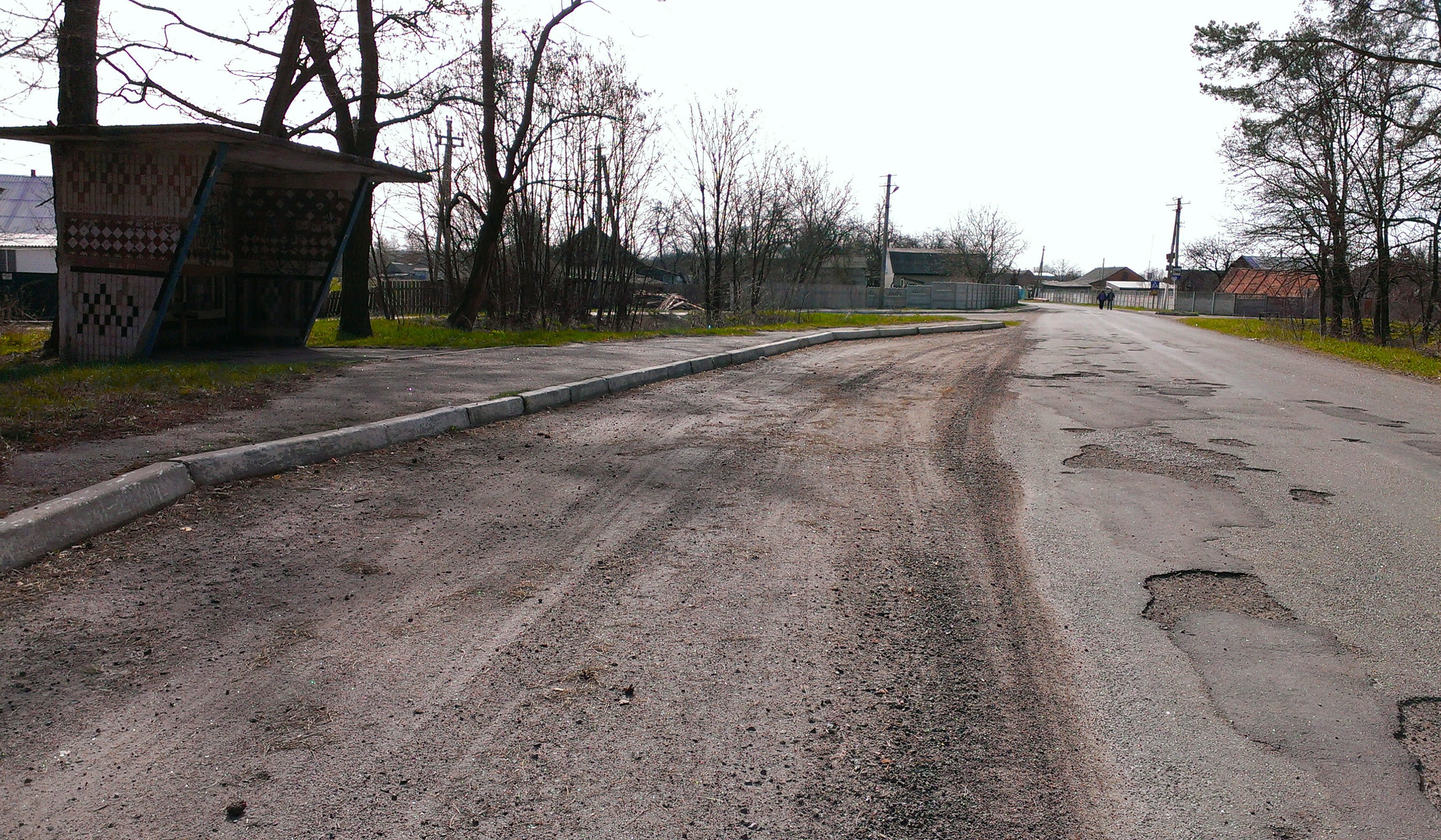

博里夫卡（烏克蘭語：Борівка）是位於烏克蘭北部的村莊，由基辅州布恰区的馬卡里夫市鎮負責管轄。該村處於古斯卡河畔，面積1.724平方公里，海拔高度138米，2001年人口436。